# Kuffnerové

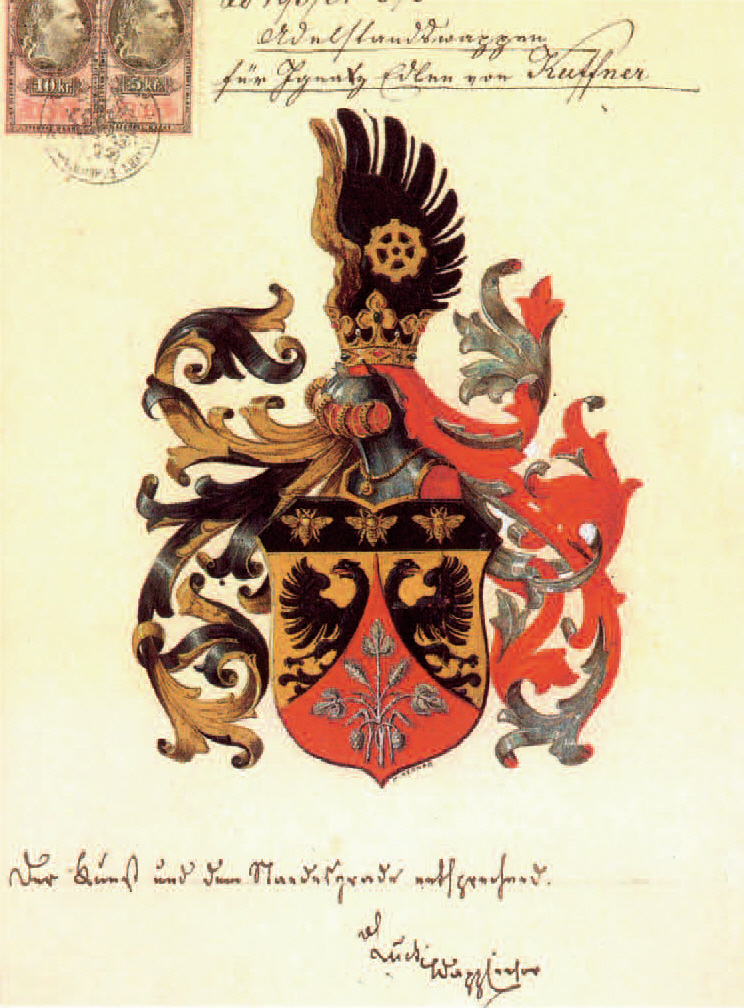
Erb Kuffnerů

Kuffnerové byli podnikatelská rakousko-uherská a později rakouská, slovenská a česká rodina židovského vyznání. Na území dnešního Česka působili Kuffnerové především v Břeclavi, odkud pocházejí. Nejstarším známým předkem byl Juda Löbl, syna Samuelův, zemřelý roku 1731. Nejvýznamnějším členem byl první židovský starosta Břeclavi cukrovarník Hermann Kuffner, roku 1900 povýšený do šlechtického stavu (psal se pak von Kuffner). Jeho jediný syn Ludwig Edler von Kuffner byl bezdětný, a jím roku 1937 moravská větev rodu vymřela.